# Cortaalambres articulado

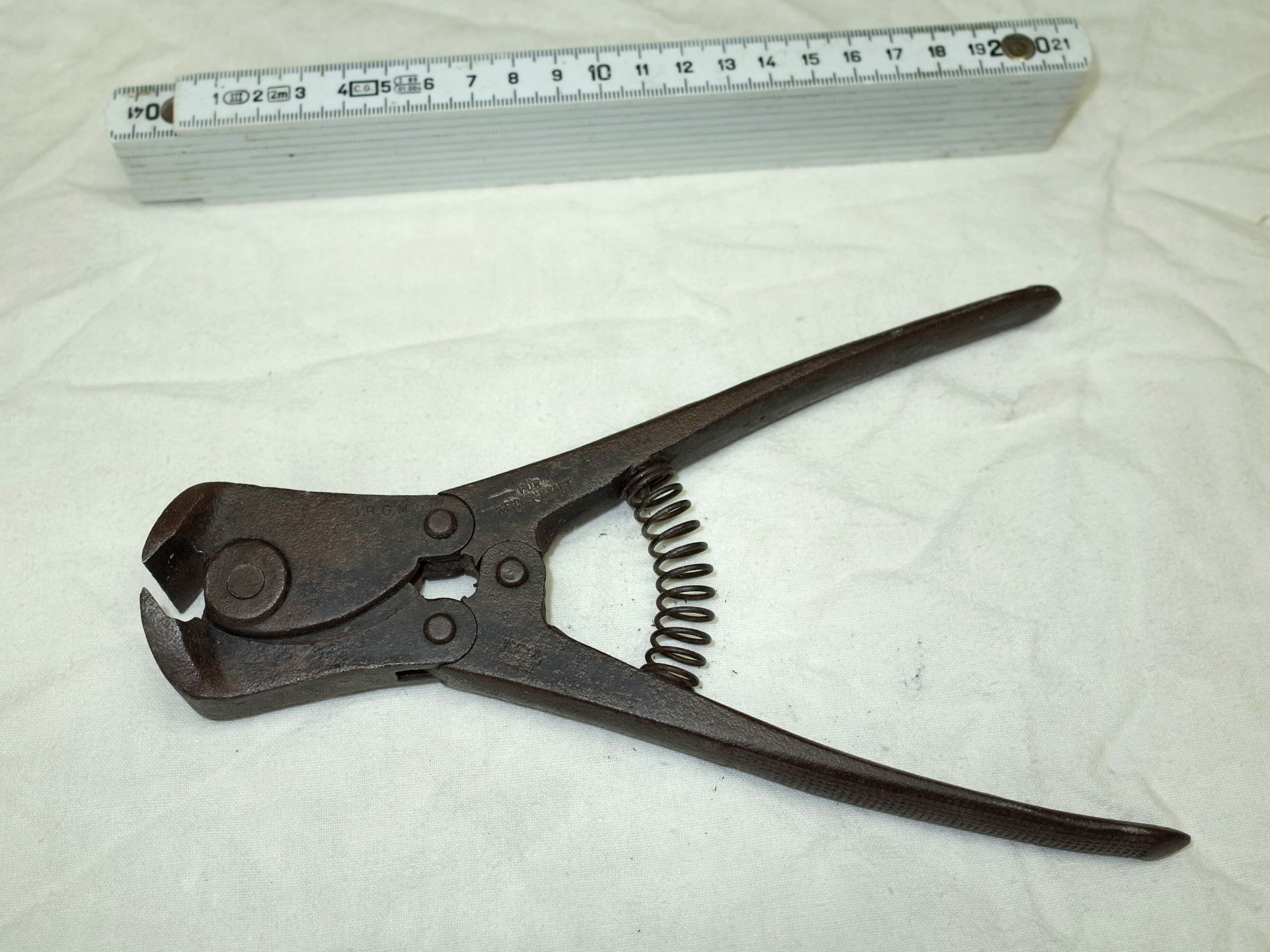
Corta-alambres articulado (hacia el 1930)

El corta-alambres es una versión especial de pinzas que se asemeja a la forma y la función de unas tenazas. Sin embargo, gracias a un mecanismo de palanca compuesta incorporado, aporta mucha más fuerza en el punto de corte, por lo que es adecuado para cortar cables, clavos o tornillos gruesos.

## Descripción
Características principales:
- Posee una estructura de tenaza para producir un corte, con unos bordes afilados que sirven para cortar alambres, clavos o tornillos.

- A través de una estructura de palanca y un mecanismo de doble palanca con relación adecuada permiten hacer una gran fuerza sobre piezas con las superficies de corte endurecidas.[2]

## Invención
El maestro cerrajero Wilhelm Hückinghaus de Remscheid registró su invención Hebelvornschneider en 1892 como Modelo de utilidad.
La norma DIN ISO 5748 especifica las dimensiones y los valores de test.